# 526 Jena
Az 526 Jena egy a Naprendszer kisbolygói közül. Max Wolf fedezte fel 1904. március 14-én.